# Jean-Pierre Louvel
Jean-Pierre Louvel est un dirigeant de football français, né le 28 décembre 1950 à Sainte-Adresse (Seine-Maritime). Président du Havre Athletic Club entre 2000 et 2015, il préside l'Union des clubs professionnels de football (UCPF) depuis 2008.

## Biographie
Jean Pierre Louvel a été Président du club de football professionnel du Havre, le Havre Athlétic Club (HAC), fondé en 1872 sous la houlette des universités de Cambridge et d'Oxford, qui ont donné leurs couleurs au club, le bleu ciel et le bleu marine. Jean Pierre Louvel a accédé à la fonction de président du club doyen en 2000, à la suite du départ de Jean-Pierre Hureau. Auparavant, il avait exercé différentes fonctions dans le club, où il avait notamment entraîné l'équipe réserve du club. Il a ensuite dirigé le centre de formation du HAC. 
Lorsqu'il a pris la présidence du club, le club venait d'être relégué en Ligue 2 et il a alors choisi pour entraîneur Joël Beaujouan en juin 2000, mais celui-ci est remercié en décembre de la même année, en raison des résultats sportifs décevants. Jean-François Domergue est appelé pour lui succéder et, sous sa direction technique, le club retrouve la Ligue 1 en mai 2002. Toutefois, l'année suivante le club est à nouveau relégué en Ligue 2 et le Président Louvel se voit contesté dans sa décision de maintenir Domergue à la direction des affaires sportives.
En juin 2004, Louvel opte pour Philippe Hinschberger pour remplacer Domergue mais celui-ci ne va pas au bout d'une saison calamiteuse, et en avril 2005, Louvel appelle un enfant du club, Thierry Uvenard. Le club est sauvé de justesse du naufrage, et Thierry Uvenard est maintenu jusqu'en juin 2007 à son poste. Cependant, ce dernier n'ayant pas réussi à faire remonter le HAC au plus haut niveau du football français, Louvel désigne Jean-Marc Nobilo avec pour mission de faire retrouver l'élite au club dans les deux années suivantes. Le club rejoint la ligue 1 dès la première saison et en mai 2008, le HAC est à nouveau promu. La popularité du Président Louvel est à son zénith. Toutefois, le désenchantement intervient rapidement, car dès le début de la saison 2008-2009, les résultats sportifs ne sont pas à la hauteur des espérances. En janvier 2009, Frédéric Hantz devient le sixième entraîneur de l'ère Louvel mais il ne parvient pas à éviter une nouvelle relégation. 
En juin 2009, Cédric Daury, joueur au HAC durant la décennie 90 est nommé patron technique et devient ainsi le septième entraîneur en neuf ans. Fin 2012, il est remplacé par Christophe Revault qui ne reste qu'un mois et auquel succède Erick Mombaerts.
Pendant l'été 2014, il se distingue comme étant l'un des membres du conseil d'administration de la Ligue de football professionnel s'opposant à la montée en Ligue 2 du club de Luzenac, le LAP.

## Actions
Sous la houlette de Jean Pierre Louvel, le club a connu une mutation importante en devenant une Société anonyme sportive professionnelle qu'il dirige. Il a mis en place cette structure, en ouvrant parallèlement le capital du club, et ce sont 250 actionnaires privés qui ont intégré le capital de la société. Le club est ainsi constitué d'un directoire, d'un conseil de surveillance, et d'une assemblée d'actionnaire . 
Depuis son accession à la présidence du club, Louvel milite pour la construction d'un nouveau stade, élément indispensable selon lui, pour faire grandir le club. Son souhait semble être en bonne voie de réalisation, car les élus locaux ont fini par accepter l'idée de ce nouveau stade. Cette nouvelle enceinte, le Stade Océane, a été inaugurée le 12 juillet 2012.
En mai 2009, Vikash Dhorasoo, ancien meneur de jeu du club et ex international, a tenté de prendre le pouvoir en présentant un projet alternatif à celui du Président Louvel, mais l'assemblée Générale des actionnaires du club a retoqué ce projet et a conforté Jean Pierre Louvel à une écrasante majorité.
En juin 2013, Jean-Pierre Louvel est suspendu six mois par la commission dopage de la FFF pour s’être opposé à un contrôle lors d’un match à domicile de son équipe.